# 長尾輝景
長尾輝景（?—1598年），日本戰國時代至安土桃山時代的武將。白井長尾家第9代當主。父親是長尾憲景。

## 生平
生年不詳，家中次男。取代哥哥憲春成為嫡男（可能因為憲春是庶子，所以不被列為後繼者）。
仕於同是長尾氏出身兼上杉氏當主上杉輝虎（謙信），拜領其偏諱（「輝」字）而改名為輝景（原本「輝」字是輝虎受將軍足利義輝下賜的偏諱，因此有破格待遇的意思）。
在謙信死後，被真田昌幸等武田氏勢力攻擊，居城白井城被奪去。受父親憲景在形式上讓予家督，並臣從於武田氏。天正10年（1582年），在武田勝賴被織田信長攻滅後，立即與上野國的織田氏重臣瀧川一益結交，並奪回白井城。在信長死於本能寺之變後，投向後北條氏，並送出弟弟鳥房丸（後來的政景、景廣）為人質。
天正11年（1583年），在父親憲景死後，家臣中出現應迎受北條氏政寵愛的鳥房丸為當主的派系，與輝景派的家臣團對立。鳥房丸在元服時，受氏政的一字並改名為政景，並於天正13年（1585年）歸國，更令對立激化，在政景和親北條派的重臣謀殺輝景派的重臣後，禁止親北條派重臣出仕等，令家中氣氛緊張。
天正17年（1589年），在患病而倒下後，被親北條派強行迫令隱居，政景被立為當主（不過在同年，接到豐臣秀吉指示強化軍備的文書，因此有這次家督繼承並非史實的說法）。翌年（1590年），秀吉發動小田原征伐，在北條氏被攻滅後，白井長尾氏的領地亦被沒收。此後，前往投靠越後國的上杉景勝，再次仕於上杉氏。
後來，弟弟景廣（之前的政景）亦仕於景勝，並成為後繼者。慶長3年（1598年），得到景勝發出的所領安堵狀，此後詳細不明。之後景廣成為當主，因此被推測是在收到安堵狀後不久死去。

## 外部連結
- 武家家伝＿白井長尾氏 （页面存档备份，存于）